# Manuel Añorve Baños
Manuel Añorve Baños (Ometepec, Guerrero; 15 de mayo de 1957) es un político mexicano, miembro del Partido Revolucionario Institucional. Fue presidente municipal de Acapulco, Guerrero en dos ocasiones, la primera como interino de 1997 a 1999 y la segunda fue elegido para tal cargo para ejercerlo durante el período que iba desde el 1 de enero de 2009 al 6 de agosto de 2012. También fue diputado federal en la LVIII Legislatura de 2000 a 2003.

## Biografía

### Primeros años y formación
Cursó la educación elemental y secundaria en Acapulco y el bachillerato en la Preparatoria 6 de la Universidad Nacional Autónoma de México. Estudió la carrera de derecho en la UNAM, de donde también obtuvo los grados de maestro en derecho constitucional y administrativo y, posteriormente, el doctorado.

### Inicios en la carrera política
Inició sus actividades profesionales trabajando en la Secretaría de la Reforma Agraria donde fue secretario particular de su titular Gustavo Carvajal Moreno quien también presidía por aquel momento el Comité Ejecutivo Nacional del Partido Revolucionario Institucional. De 1991 a 1994 fue delegado del Banco Nacional de Obras y Servicios Públicos  (BANOBRAS) en su estado, al mismo tiempo que en su partido era miembro del consejo político estatal del comité directivo y consejero político. En 1993 fue elegido síndico procurador del Ayuntamiento de Acapulco siendo además director general de la Comisión de Agua Potable y Alcantarillado. 

### Alcalde interino de Acapulco
En 1997 es designado titular de la Secretaría de Finanzas del gobierno del estado de Guerrero, pero en octubre de ese mismo año dicho estado fue azotado por el huracán Paulina en 1997 tras lo cual el gobernador Juan Salgado Tenorio pidió licencia, por lo que el Congreso de Guerrero nombró a Añorve Baños presidente municipal interino de Acapulco. En 1998 solicitó licencia temporal como alcalde interino para participar como precandidato de su partido a Gobernador del estado, no obtuvo la candidatura definitiva que fue ganada por René Juárez Cisneros, por lo que retornó a la alcaldía. Al final de su gobierno contendió por una diputación estatal resultando electo, conformando el Congreso de Guerrero en su LVI Legislatura para el período de 1999 a 2002.
Renunció a la diputación local al ser electo en 2000 diputado federal por el principio de representación proporcional a la LVIII Legislatura, desempeñando tal cargo hasta el año 2003, durante esta legislatura fue vicecoordinador de la bancada del PRI.

### Presidente municipal de Acapulco
En 2006 fue nombrado asesor de la Junta de Coordinación Política del Senado de México, por el presidente de dicha instancia Manlio Fabio Beltrones. En 2008 dejó este cargo al ser postulado candidato del PRI a presidente municipal de Acapulco en las elecciones de ese año, en el proceso electoral estatal de dicho año llevado a cabo el 5 de octubre obtuvo la victoria sobre los candidatos de los partidos Convergencia Luis Walton y del Partido de la Revolución Democrática Gloria Sierra López, sus más cercanos competidores. Su victoria concluyó nueve años consecutivos de gobiernos del Partido de la Revolución Democrática desde 1999, cuando él mismo había sido el último priista en el cargo.
El 10 de octubre recibió oficialmente la constancia de mayoría que lo convirtió en presidente municipal electo. El 31 de diciembre de 2008 tomó protesta como presidente municipal de Acapulco de Juárez para comenzar sus funciones a partir del 1 de enero de 2009. Sin embargo, el 8 de febrero de 2010 solicitó al congreso de Guerrero licencia para ausentarse temporalmente por lo que el congreso designó a José Luis Ávila Sánchez como presidente interino, reasumiendo el cargo al poco tiempo.

### Candidatura para gobernador de Guerrero
El 6 de agosto de 2010 fue designado candidato del PRI a la gubernatura de Guerrero en las elecciones de enero de 2011; en consecuencia el 7 de agosto solicitó y obtuvo licencia como presidente municipal de Acapulco. Para tal candidatura, el PRI formó alianza con los partidos Verde Ecologista de México y Nueva Alianza, tomando el nombre de coalición «Tiempos Mejores para Guerrero».
El domingo 30 de enero de 2011 se llevó a cabo el proceso electoral del estado, para elegir exclusivamente gobernador, obteniendo la coalición «Guerrero nos une» que abanderó a Ángel Aguirre Rivero el triunfo con el 55.92 % de la votación, de acuerdo al programa de resultados electorales preliminares, contra el 42.74% que obtuvo la coalición que postuló a Añorve Baños. No obstante, la impugnación presentada contra dicha elección por el partido político de Añorve, fue declarada válida. Después de haber solicitado al congreso de Guerrero volver a su cargo, retomó su puesto el 10 de febrero de ese mismo año-

### Diputado federal
El 24 de marzo de 2012 Añorve volvió a pedir licencia, esta vez para buscar una diputación federal, por lo que el Congreso de Guerrero designó a Verónica Escobar Romo como presidenta municipal interino a solo unos meses de ser las elecciones de Acapulco en las que resultó ganador Luis Walton. Mientras tanto Añorve, obtuvo dicha diputación por la vía plurinominal en las elecciones federales de 2012 pasando a ser parte de la LXII Legislatura de México, en la que pertenece a las comisiones de Defensa Nacional, Jurisdiccional, Presupuesto y Cuenta Pública, y Vigilancia de la Auditoría Superior de la Federación y vicecoordinador de su partido en esa Cámara.
En diciembre de 2013, manifestó su interés en participar nuevamente como candidato a gobernador de Guerrero en las elecciones de 2015.

### Senador de la República
Actualmente, en 2023, es senador de la república, siendo nombrado el 22 de marzo como Coordinador de la bancada del PRI.

## Escritos
- Servicios públicos municipales. (2010). Porrúa. ISBN 607-09-0373-1 (Tesis doctoral).